# Murder Is My Beat
Murder is My Beat è un film del 1955, diretto da Edgar G. Ulmer. 

## Trama
Un uomo penetra in una camera di un motel e attacca un altro uomo. Dopo una breve colluttazione i due si ricompongono e iniziano a parlare: sono il poliziotto Ray Patrick, della squadra omicidi, la vittima dell'attacco, ed il suo superiore, l'investigatore Bert Rawley, che cercava di arrestarlo.
Ray racconta come si sono evoluti gli avvenimenti precedenti. Dopo aver scoperto in un appartamento il cadavere di un uomo, identificato come Frank Deane nonostante le ustioni al viso e alle mani non permettessero di stabilirlo con certezza, Ray si mette sulle tracce della maggiore sospettata dell'omicidio, Eden Lane, cantante in un locale notturno e coabitante con la collega Patsy Flint, che viene interrogata. Una volta rintracciata, Eden non nega di aver colpito Frank con un oggetto contundente, e poi di aver abbandonato la stanza, ma mostra di essere ignara del fatto che l'uomo sia morto. Dell'autista di Frank, tale Mike, che avrebbe potuto essere utile nell'indagine, non v'è traccia.
Ray sta conducendo la donna, in treno, verso il suo luogo di reclusione, quando Eden afferma di aver riconosciuto Frank Deane, vivo e vegeto, sulla banchina della stazione della cittadina di Lindaville, attraversata dalla linea ferroviaria: Ray inizia a dubitare della colpevolezza di Eden, e i due abbandonano il treno per investigare più a fondo. Da questo venir meno alla missione assegnatagli ha inizio l'infrazione alla legge da parte di Ray, che per questo è ricercato dal suo superiore.
Caratteristica della cittadina di Lindaville è la produzione di oggetti in ceramica, che ha luogo nell'azienda di Abbott, marito di Beatrice, una donna che fa parte di una delle famiglie più in vista e di più antico lignaggio del posto. È con una delle statuette della ditta Abbott che Eden ha colpito Frank Deane. Durante un sopralluogo ai locali dell'azienda Ray viene attaccato e colpito. Nella cittadina Ray nota Patsy Flint, la cui presenza nel luogo rimane misteriosa. In un sottofondo di una valigia di Patty il poliziotto scopre una notevole somma di denaro, che le sottrae nel tentativo non riuscito di farle compiere una mossa falsa.
A questo punto, mentre Eden è momentaneamente irreperibile, interviene Bert Rawley, che ha localizzato Ray. Quest'ultimo chiede al suo superiore di accordargli altre 24 ore per completare le indagini prima di concludere il suo arresto. Bert e Ray trovano Patsy Flint morta nella sua camera d'albergo, e i due indagano nuovamente presso i signori Abbott ed il loro autista giapponese, venendo a scoprire la vera identità di Frank Deane e una rete di ricatti, e a risolvere, scagionando Eden, i due omicidi.